# 1765 a tudományban
Az 1765. év a tudományban és a technikában.

## Díjak
- Copley-érem: nem került kiosztásra

## Születések
- március 7. - Nicéphore Niépce feltaláló († 1833)
- november 14. - Robert Fulton mérnök († 1815)
- december 8. - Eli Whitney, feltaláló († 1825)

## Halálozások
- április 15. - Mihail Vasziljevics Lomonoszov fizikus, kémikus (* 1711)
- május 7. - Alexis Clairault matematikus (* 1713)
- szeptember - Richard Pococke antropológus és felfedező (* 1704)
- december 25. - Václav Prokop Diviš természettudós, a villámhárító kifejlesztője (* 1698)